# Dôme de Sansepolcro
Le dôme de Sansepolcro (Duomo di Sansepolcro ou  Cattedrale di San Giovanni Evangelista en italien) est le duomo de la ville de Sansepolcro, en province d'Arezzo (Toscane).

## Histoire
L'actuelle cathédrale fut construite sur l'emplacement d'une ancienne église abbatiale bâtie vers le XIe siècle pour un premier monastère bénédictin, qui passa à la congrégation camaldule au cours du XIIe siècle. elle fut restaurée au XIVe siècle puis plusieurs fois ensuite.

## Intérieur
À trois nefs à colonnes, la centrale comporte un plafond a capriate (à charpente apparente)  et les deux latérales, des voûtes.
Le promenoir du cloître est devenu lieu d'exposition ; il relie deux rues de la ville et permet toujours l'accès latéral droit à l'église.

### Œuvres
- Madonna con Bambino (1385), fresque de l'école de la Romagne.
- Incredulità di San Tommaso de Santi di Tito (1576-1577).
- Crocifissione de Bartolomeo della Gatta (1486).
- Adorazione dei pastori de Durante Alberti.
- Polittico della Resurrezione, retable du maître-autel de Niccolò di Segna (v. 1348).
- Saint Thomas et un Saint évêque en terracotta invetriata « a la robbiana », sur l'envers de la façade (XVIe siècle).
- Ascensione di Cristo ou Retable de Sansepolcro de Pietro Vannucci (dit  Le Pérugin),
- Monument funéraire de l'abbé Simone Graziani.
- Le Volto Santo, crucifix en bois polychrome du XIIe siècle, réplique du Crucifié de Lucques[1].
- Résurrection de Raffaellino del Colle.

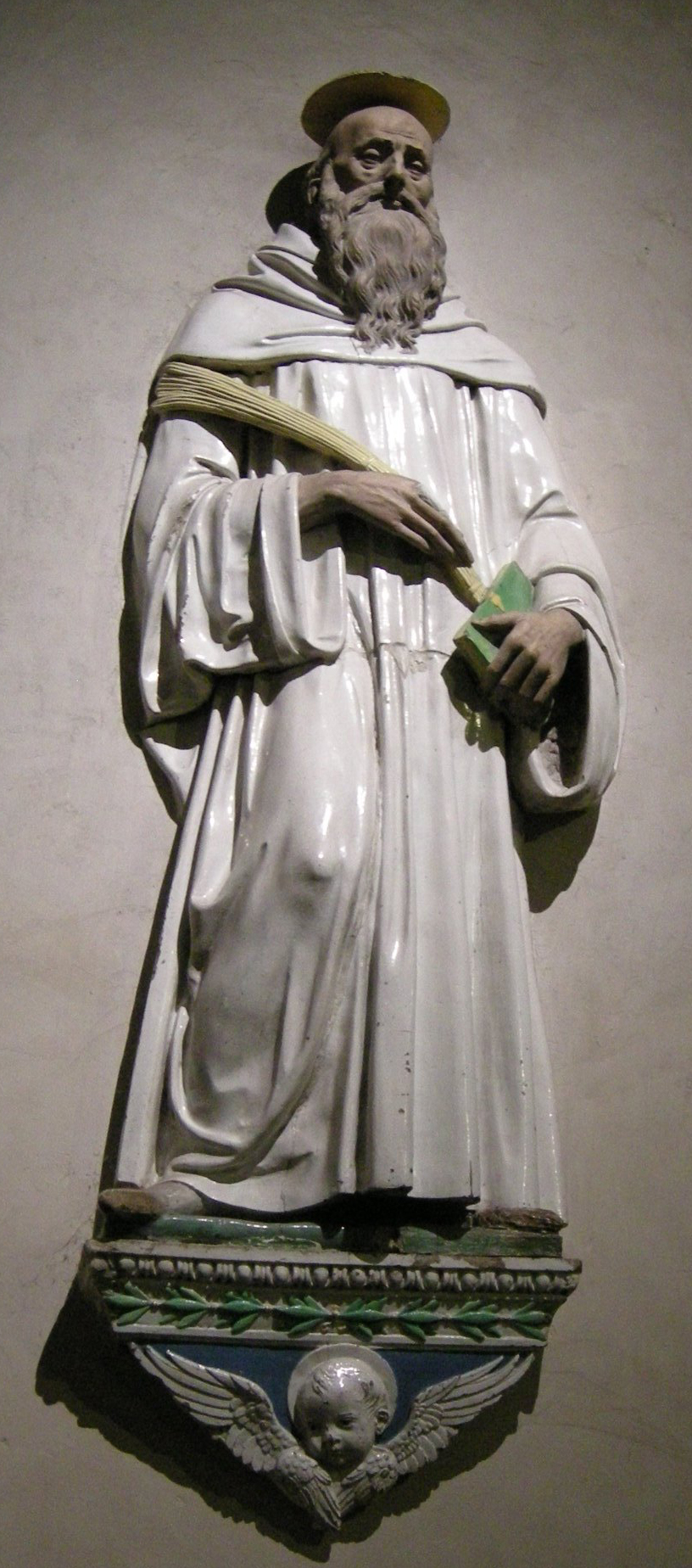
Saint Thomas en terracotta invetriata.
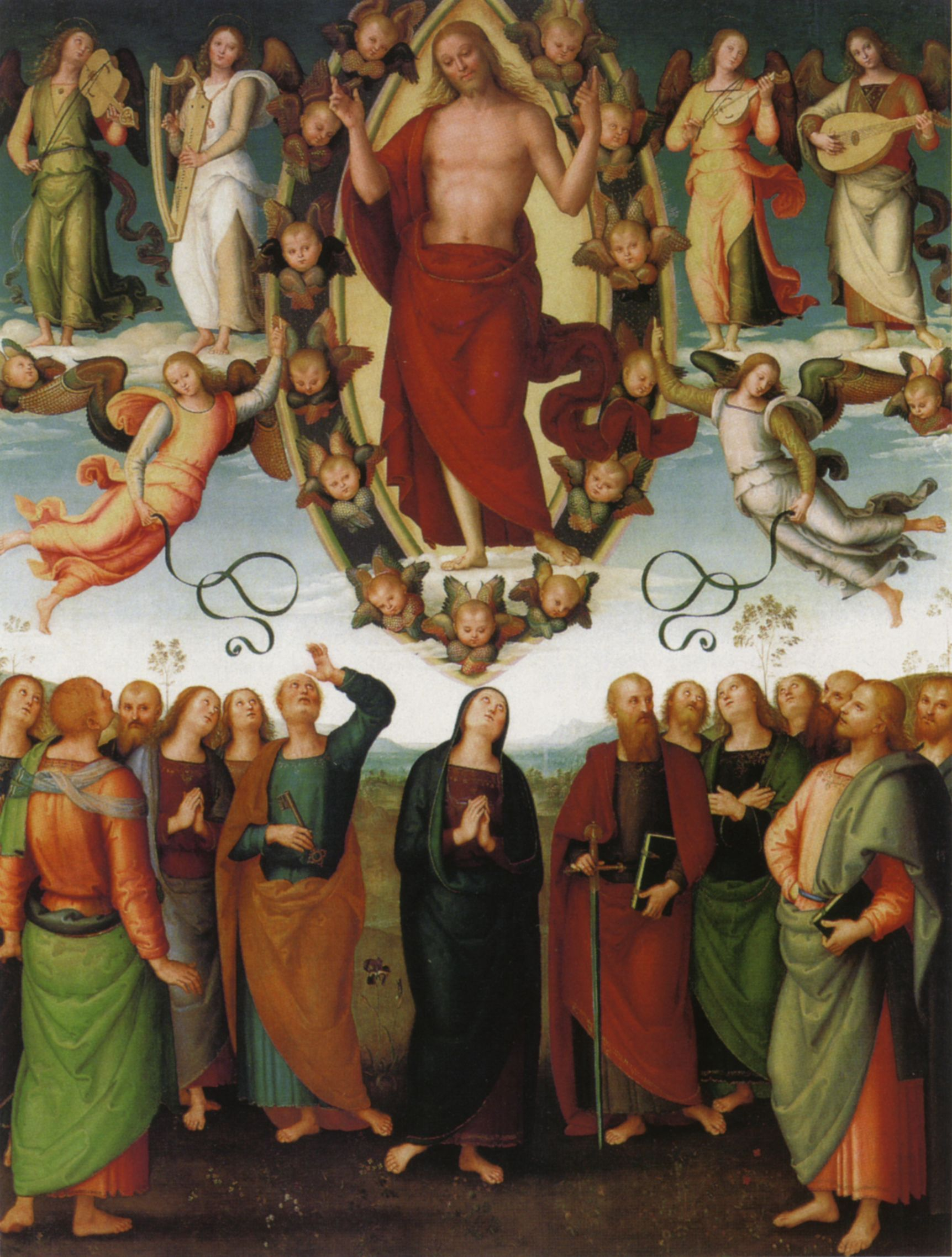
Ascension du Pérugin.
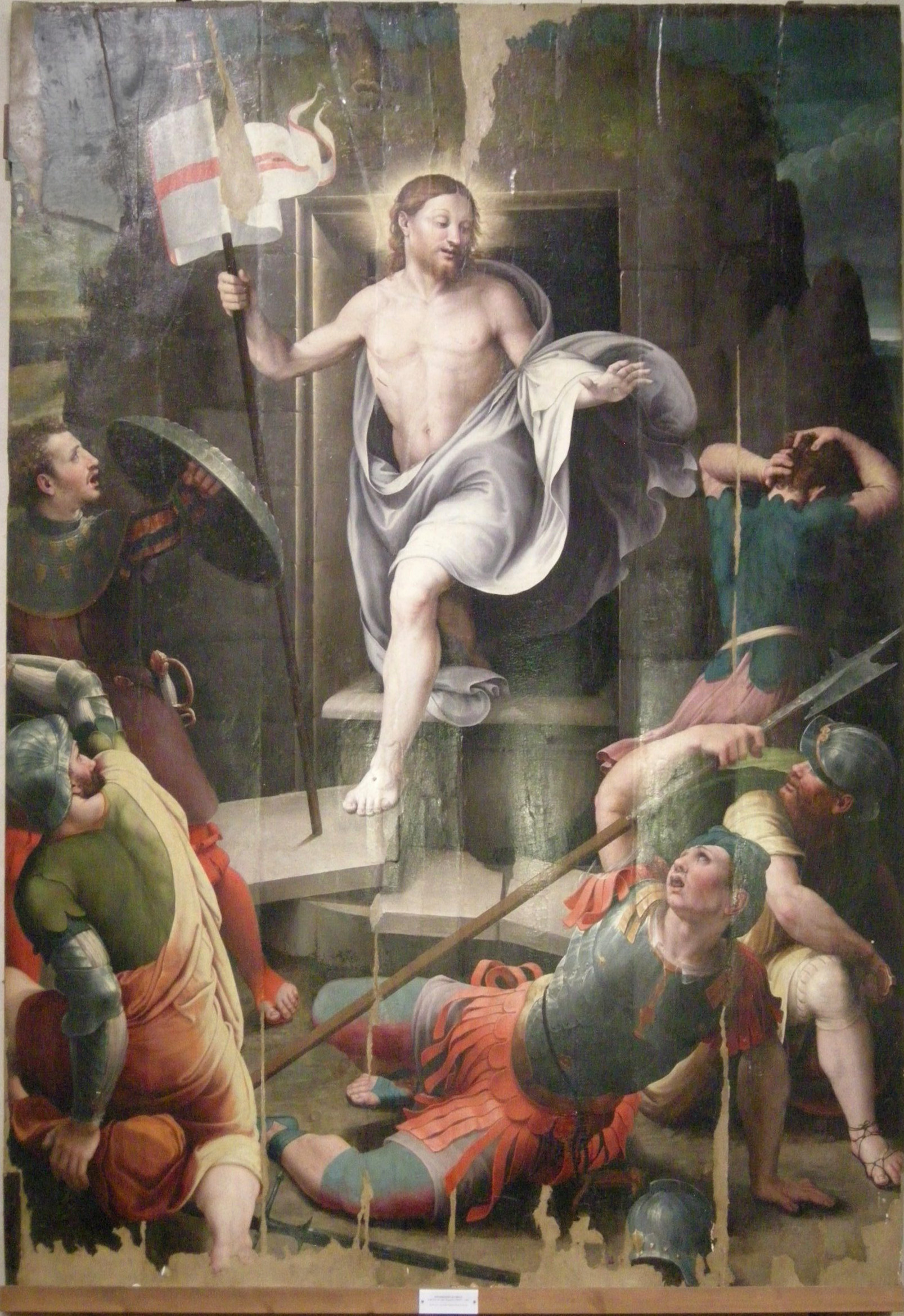
Résurrection de Raffaellino del Colle.
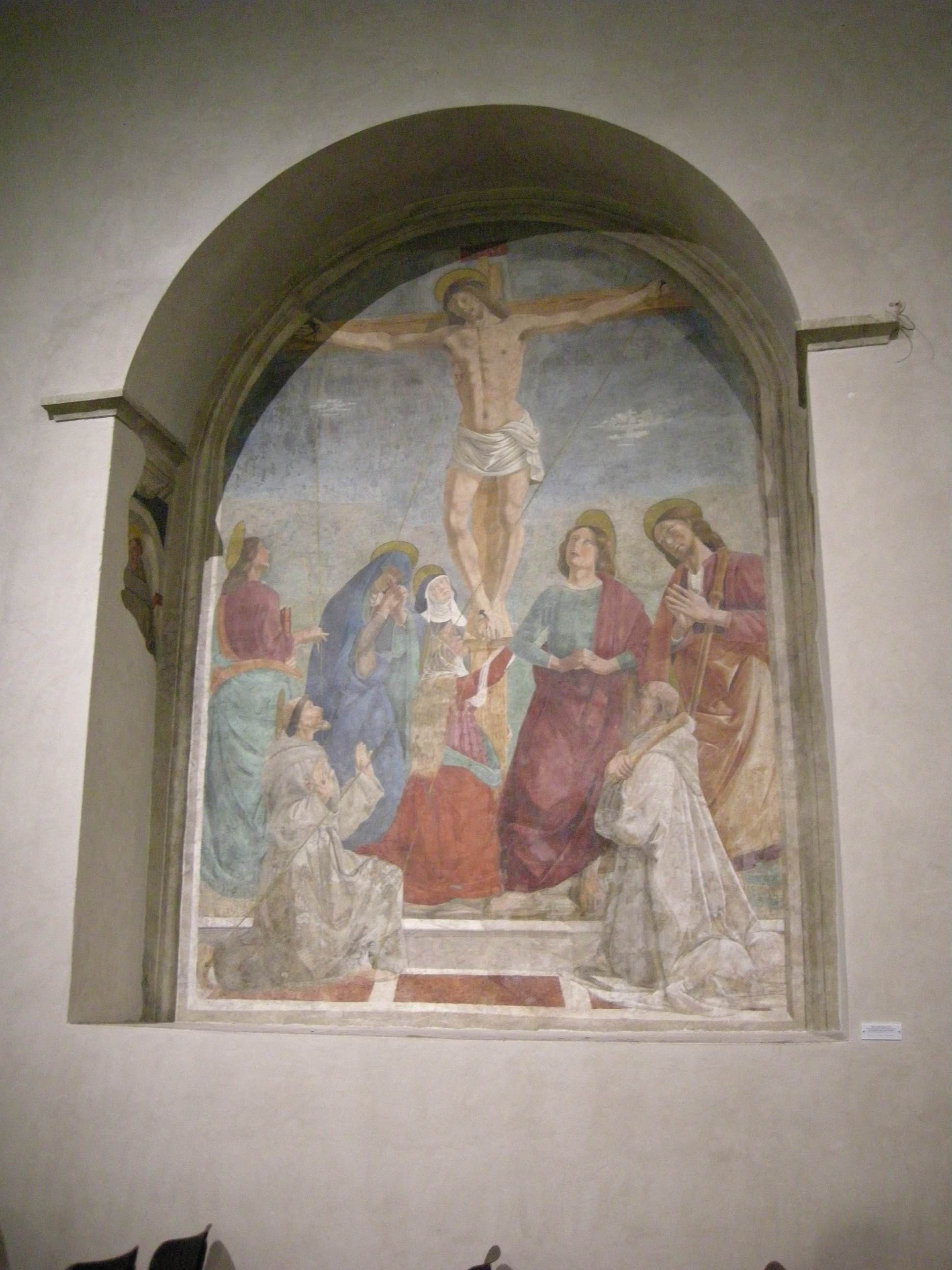
Crucifixion de Bartolomeo della Gatta.
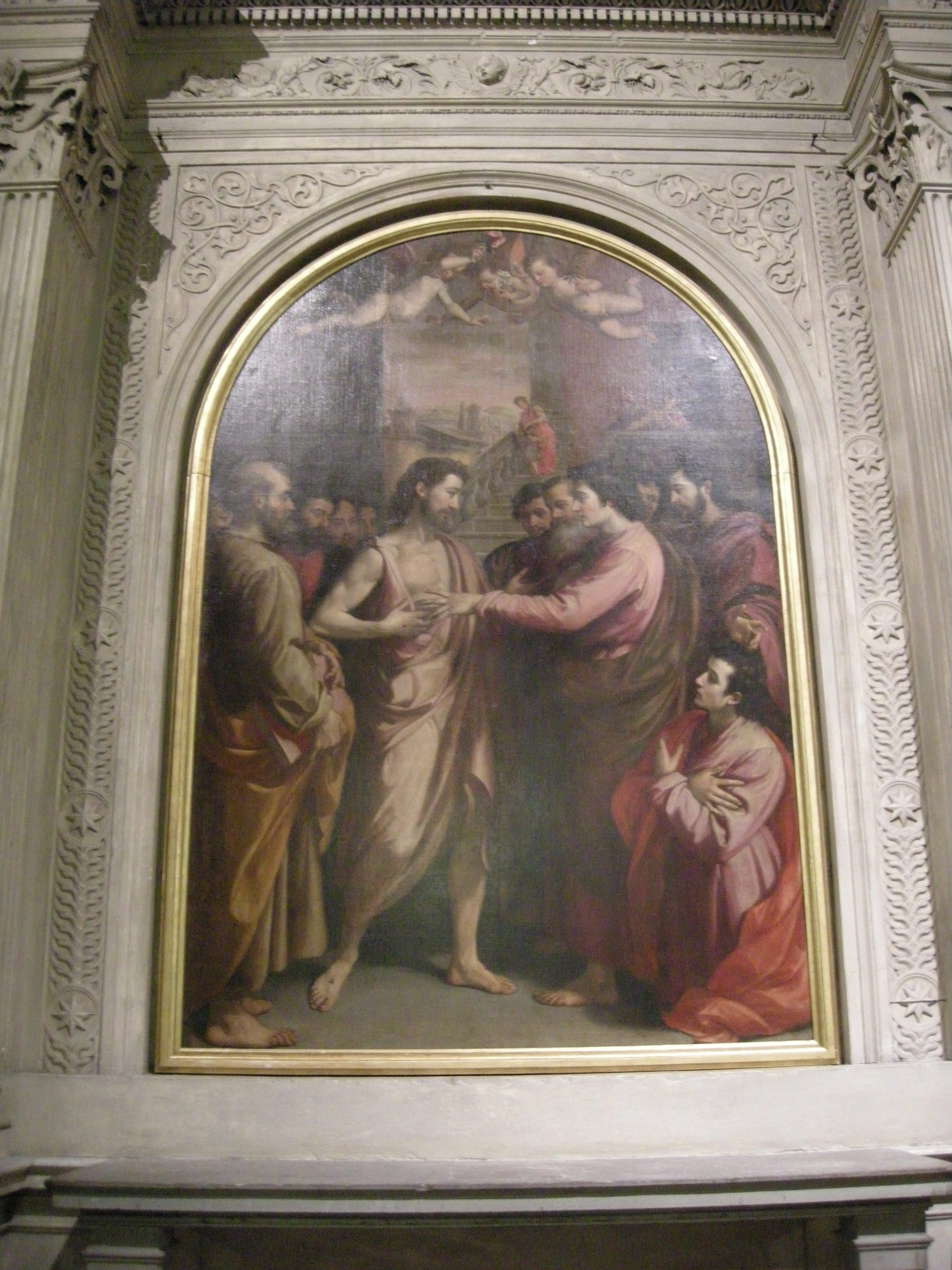
Incrédulité de saint Thomas de Santi di Tito.